# Wilsotylus bangaloreiensis
Wilsotylus bangaloreiensis är en rundmaskart som beskrevs av Chawla, et al 1970. Wilsotylus bangaloreiensis ingår i släktet Wilsotylus och familjen Plectidae. Inga underarter finns listade i Catalogue of Life.